# Valer Toma
Valer Toma (født 26. november 1957 i Padina, Rumænien) er en rumænsk tidligere roer og olympisk guldvinder.
Toma vandt (sammen med Petru Iosub) guld i toer uden styrmand ved OL 1984 i Los Angeles. Rumænerne sikrede sig guldet efter en finale, hvor spanierne Fernando Climent og Luis María Lasúrtegui fik sølv, mens Hans Magnus Grepperud og Sverre Løken fra Norge tog bronzemedaljerne. Han deltog også ved OL 1980 i Moskva.
Toma vandt desuden én VM-medalje, en bronzemedalje i firer uden styrmand ved VM 1982 i Luzern.

## OL-medaljer
- 1984:  Guld i toer uden styrmand